# Nothomiza triangulifera
Nothomiza triangulifera là một loài bướm đêm trong họ Geometridae.